# Stephen Marianetti

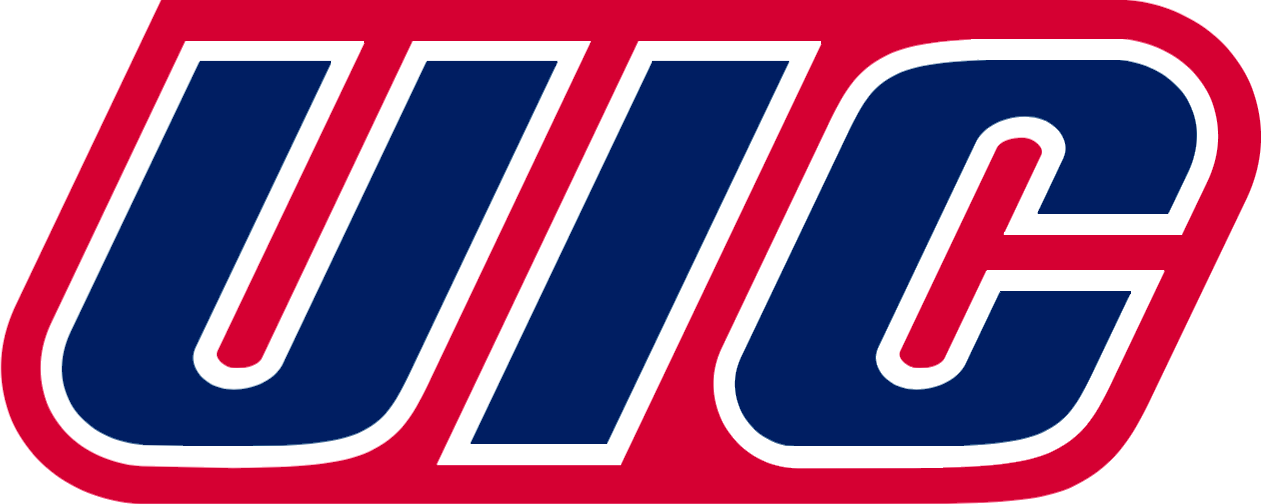
Zawodnik UIC Flames

Stephen E. Marianetti (ur. 17 lutego 1972) – amerykański zapaśnik w stylu wolnym. Zajął jedenaste miejsce w mistrzostwach świata w 1998. Złoty medalista mistrzostw panamerykańskich z 1998 i srebrny w 2000. Drugi na igrzyskach Dobrej Woli w 1998 i w Pucharze Świata w 1999 roku.
Zawodnik Glenbrook North High School z Northbrook i University of Illinois at Chicago. Trzy razy All-American (1993–1995) w NCAA Division I, pierwszy w 1995; czwarty w 1993; piąty w 1994 roku.